# David Goffin
David Goffin (n. 7 decembrie 1990, Rocourt⁠(d), Valonia, Belgia) este un jucător profesionist de tenis din Belgia. Cea mai bună clasare a carierei a fost locul 7 mondial, la 20 noiembrie 2017. A câștigat un total de 6 titluri ATP la simplu. 
Descoperirea lui Goffin a avut loc în timpul primei sale apariții pe tabloul principal al unui Grand Slam, la French Open 2012, ca lucky looser. A ajuns în runda a patra, unde a pierdut în patru seturi în fața lui Roger Federer. Goffin a ajuns în sferturile de finală la French Open 2016 și la Australian Open 2017, pierzând în fața rivalilor Dominic Thiem și, respectiv, Grigor Dimitrov, și în 2019 la Wimbledon, pierzând în fața lui Novak Djokovic. La finala ATP World Tour 2017, Goffin l-a învins pe: Dominic Thiem, Rafael Nadal, numărul 1 mondial, și Roger Federer, numărul 2 mondial, în drum spre finală unde a pierdut în fața lui Grigor Dimitrov.
Goffin a fost finalist în Cupa Davis cu Belgia (2015 și 2017). Este primul jucător belgian care a intrat în Top 10.

## Legături externe
- en David Goffin la Association of Tennis Professionals